# جذع (تشريح)
الجذع (بالإنجليزية: Torso)‏ أو (بالإنجليزية: Trunk)‏ في التشريح، هي المنطقة التي تتوسط جسم الإنسان ويتفرع منه الرقبة والأطراف العلوية والأطراف السفلية. كما يحتوي على منطقة البطن والصدر والظهر.

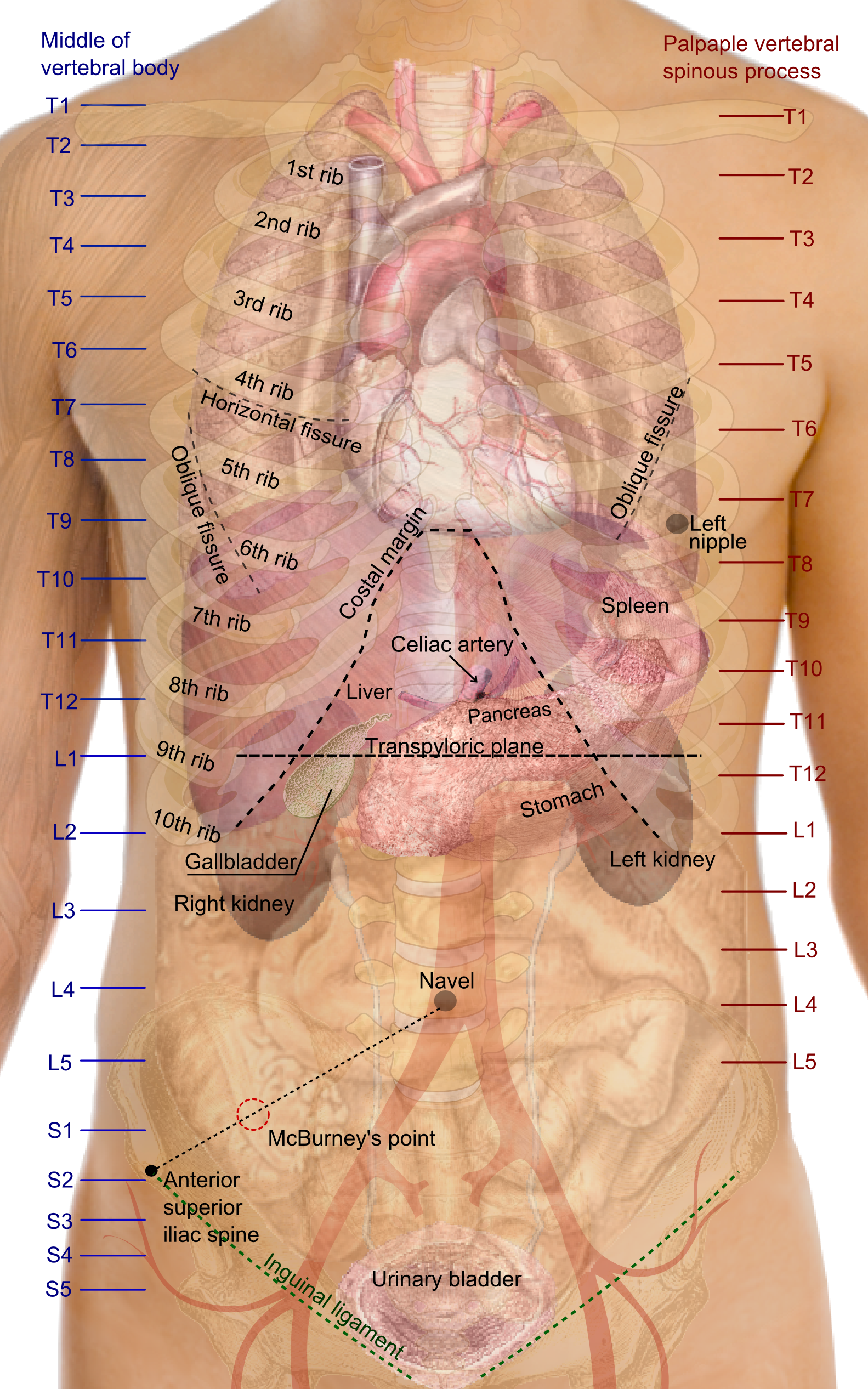
Surface projections of major organs of the trunk, using the عمود فقري and قفص صدري as main reference sources.